# Pierre Larousse
Pour les articles homonymes, voir Larousse.
Pierre Athanase Larousse, né le 23 octobre 1817 à Toucy et mort le 3 janvier 1875 à Paris, est un pédagogue, encyclopédiste, lexicographe et éditeur français. Sa principale réalisation est le Grand Dictionnaire universel du XIXe siècle, dont sera tiré plus tard Le Petit Larousse.

## Biographie

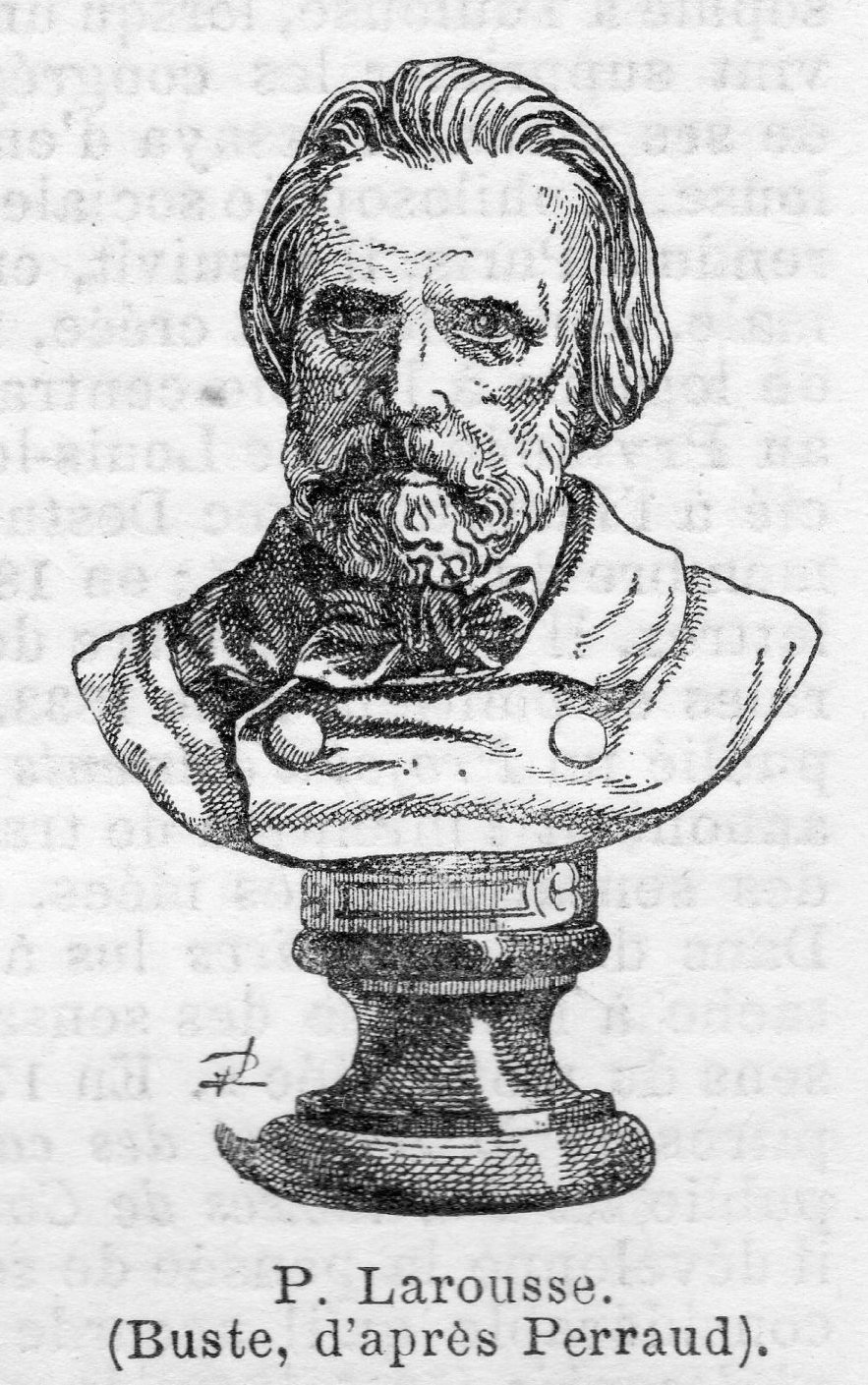
Buste de Pierre Larousse d'après Perraud.

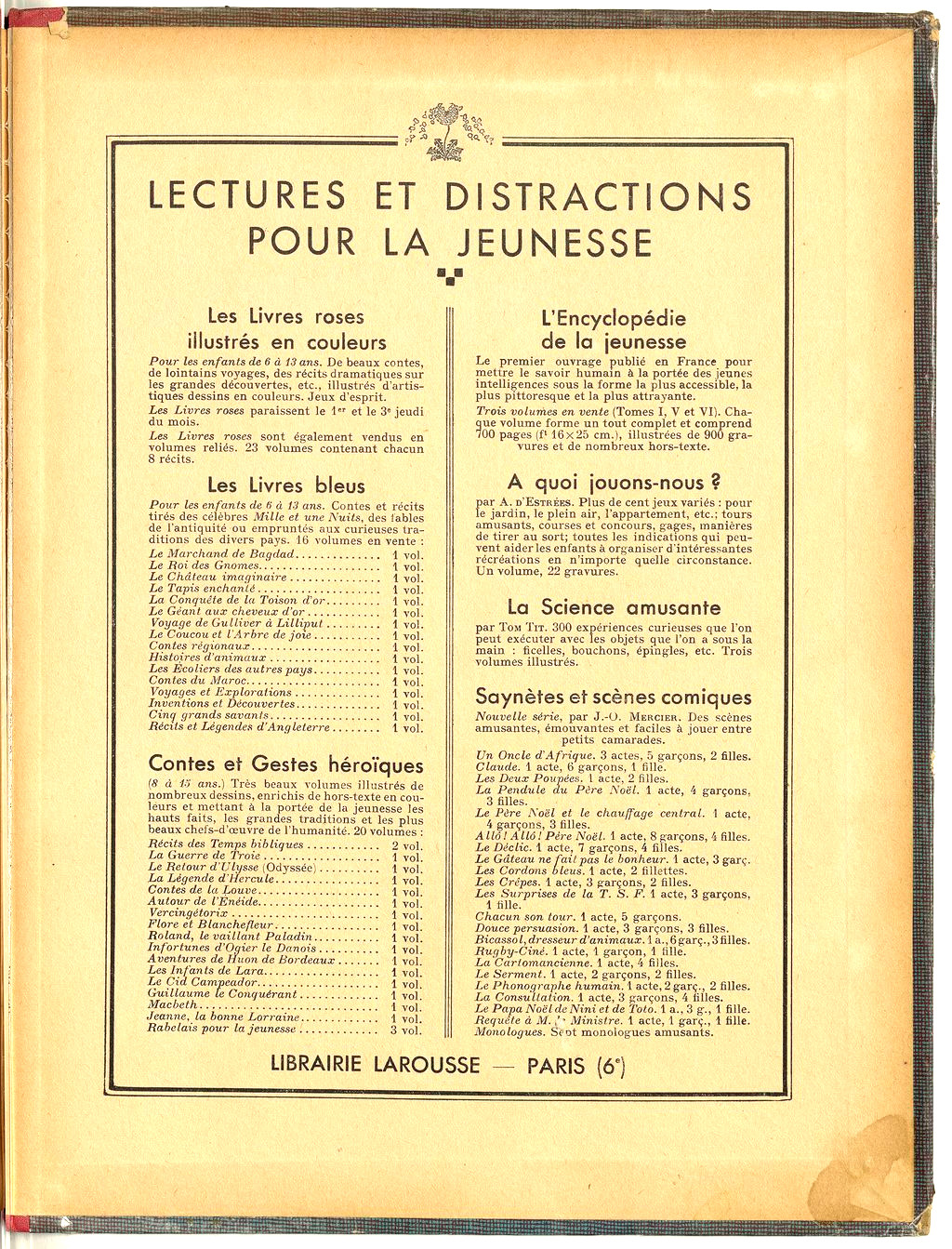
Catalogue pour la jeunesse en 1937

Fils d’Edmé Athanase Larousse (1793-1877) charron-forgeron et de Louise Guillemot (1795-1871) cabaretière, il est un brillant élève déjà désireux de devenir encyclopédiste, comme Diderot, et obtient à 16 ans une bourse de l’université pour compléter sa formation à Versailles. De retour à Toucy, il devient, à 20 ans à peine, instituteur à l’école primaire supérieure. Pédagogue dans l'âme, il est déçu par l'absence de manuels de qualité. Pendant trois ans, il cherche à renouveler la pédagogie en faisant appel à la curiosité des enfants avant de rejoindre Paris en 1840. Républicain et démocrate bien avant la Révolution de février 1848, lecteur assidu des philosophes des Lumières, il entend placer la parole de l'instituteur sous la seule autorité de la Raison éclairée par la Science et non par la Religion, annonçant l'esprit des Hussards noirs de la IIIe République.
Pendant huit années, il suit les cours gratuits de la Sorbonne, étudie au Conservatoire national des arts et métiers, au Muséum national d'histoire naturelle et au Collège de France et fréquente de grandes bibliothèques. Il étudie le latin, le grec, la linguistique, le sanskrit, le chinois, les littératures française et étrangère, l'histoire, la philosophie, la mécanique et l'astronomie. Il constitue des milliers de fiches sur tous les sujets, dans la frénésie d'une formidable boulimie intellectuelle, ce qui lui vaut d'être surnommé le « bibliothécaire » par ses compagnons d'hôtel.
Alors qu'il songe se consacrer au commerce des vins de Bourgogne en s'associant avec sa sœur et son beau-frère, il renonce et entre en 1848 à l'institution Jauffret comme répétiteur ; il y restera trois ans.
Larousse acquiert une propriété à Toucy où son désir secret de Bourguignon attaché à la terre est de cultiver la vigne. La Lexicologie des écoles primaires publiée à compte d'auteur, paraît en 1849. Une nouvelle édition de cet ouvrage est publiée en 1852 sous le titre Grammaire élémentaire lexicologique. C'est la première pierre d'un édifice monumental en gestation.
En 1851, il rencontre un homme de sa région natale, Augustin Boyer, instituteur avec lequel il se lie d'amitié. Boyer apporte les fonds nécessaires pour que les deux hommes puissent s'associer et fonder une maison d'édition, la librairie Larousse, qui se développe rapidement. Le 1er mai 1852, Pierre Larousse demande officiellement un brevet de libraire-éditeur. Le 23 octobre 1852, il reçoit l'autorisation d'exercer, ce qui permet aux deux hommes de s'installer dans un petit local loué au 2, rue Pierre-Sarrazin. Il a derrière lui plusieurs années de travail acharné. Son objectif est de tout savoir dans tous les domaines. Son autre souhait est aussi de préparer l'édition de manuels scolaires destinés aux écoles primaires, comme le Traité complet des analyses médicales.
En 1856, est publié (avec l’aide de François Pillon) le Nouveau Dictionnaire de la langue française, l’ancêtre du Petit Larousse. Il est condamné par l’Église et mis à l’Index des Livres Interdits par le Saint-Office de l’Inquisition romaine.
Son œuvre majeure est le Grand Dictionnaire universel du XIXe siècle. D’abord publié en fascicules entre 1863 et 1866, il les regroupe en 17 volumes de 1866 à 1876 et mit onze ans (jusqu’à sa mort) pour écrire ce dictionnaire de 22 700 pages.

## Mariage, décès et succession
Après vingt-cinq ans de vie en concubinage avec Pauline Suzanne Caubel, le libertaire Pierre Larousse qui avait subi un accident vasculaire cérébral et se savait proche du terme de sa vie, l'épouse sous le régime de la communauté de biens devant le maire du 6e arrondissement le 13 janvier 1872, avec notamment pour témoins Prudence Boissière et Pierre-Augustin Boyer mais en l'absence de sa famille. Agissant de la sorte, Larousse confie en priorité la gestion de ses biens à sa compagne, tout en marquant son amitié à son ex-associé, sans toutefois que son affection pour son neveu Julien Hollier soit à remettre en question:21-22. Celui-ci demeure d'ailleurs son héritier avec celle qui est désormais sa tante:25.
Pierre Larousse meurt de congestion cérébrale à Paris en 1875, l'année de la fondation de la société Larousse. Conformément à ses volontés, il est enterré civilement au cimetière du Montparnasse (14e division).
La succession Larousse donnera lieu à d'âpres différends après le décès en 1890 de Pauline Larousse, qui avait bénéficié de l'usufruit de la moitié du ménage Larousse et qui s'était mise en ménage avec le peintre Constant Noleau. Mais l’œuvre du lexicographe sera poursuivie et achevée par son neveu Julien Hollier (1842-1909). JuIien Hollier deviendra administrateur du grand dictionnaire universel et directeur de la librairie Larousse. Par décret du 19 janvier 1885, il est autorisé à ajouter à son nom celui de sa mère (il est donc Julien Hollier-Larousse). De son mariage avec Louise Jozwick (1854-1920), il a quatre enfants : Pierre (1878-1959), Jules (1879-1970), Jeanne (1880-1954) et Louise Hollier-Larousse (1882-1951).
Aujourd’hui, le patronyme de Larousse est devenu un nom commun et l’activité de la Librairie Larousse a pris un essor considérable depuis les premiers pas lors de l’installation à Paris, rue Pierre-Sarrazin puis rue Saint-André-des-Arts.

## Hommages

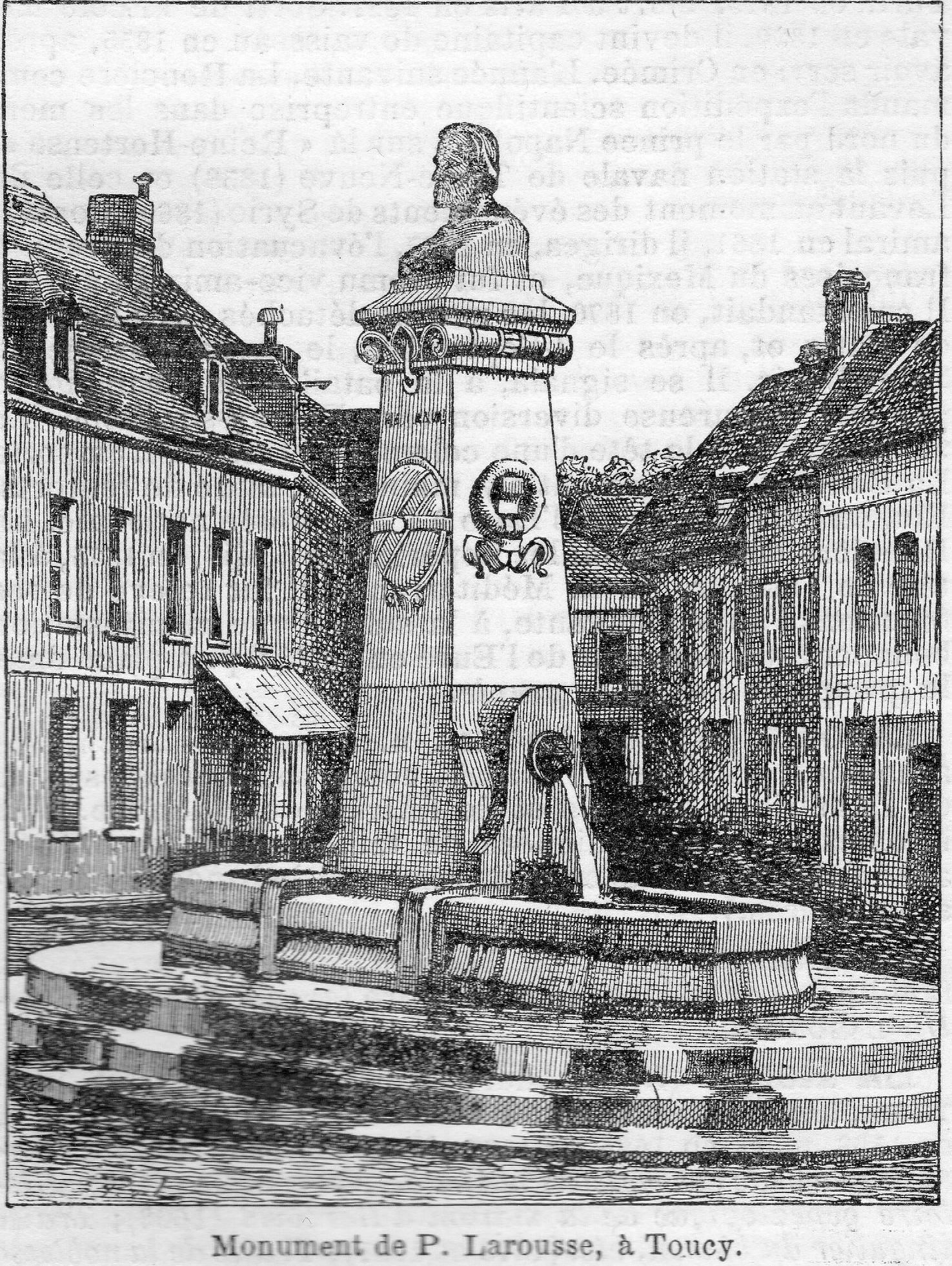
Monument à Pierre Larousse à Toucy (début du XXe siècle).

Il existe une rue Pierre-Larousse dans le 14e arrondissement de Paris depuis 1890, ainsi qu'une école élémentaire homonyme au numéro 28 et une rue à Rosières-près-Troyes, ainsi qu'à Yerres, où il vécut, et à Villeurbanne. La Cité scolaire (collège et lycée publics) de Toucy porte son nom.

## Œuvres

### Ouvrage principal
- Grand Dictionnaire universel du XIXe siècle (1866-1876, 15 volumes + deux suppléments en 1878 et 1888). Le contenu du dictionnaire encyclopédique est partiellement accessible sur wikisource ; il est numérisé en intégralité sur Gallica (lire en ligne).

### LeNouveau Larousse Illustré

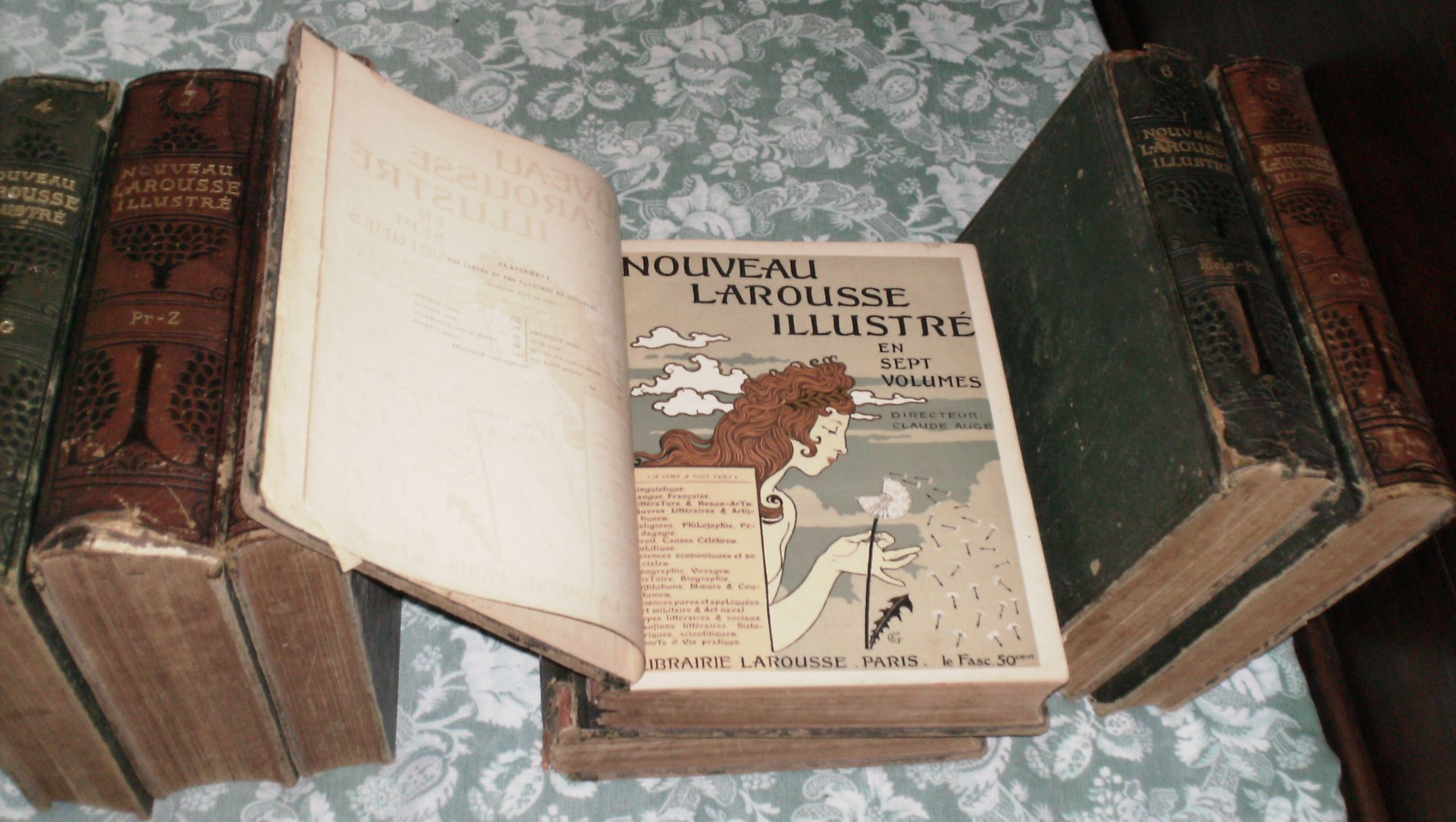
Nouveau Larousse illustré.

Le Nouveau Larousse Illustré en sept volumes constitue le fleuron de la librairie Larousse au tout début du XXe siècle. En effet, la rigueur de son contenu, illustré de nombreux exemples et développements encyclopédiques, et, pour la première fois, l'introduction d'une iconographie riche au service du texte constituent une avant-première dans le domaine de l'édition. Vendu à plus de 250 000 exemplaires, ce chef-d'œuvre de l'édition française, dirigé par le lexicographe Claude Augé, rend à travers son titre un vibrant hommage au travail de Pierre Larousse. Cet ouvrage prestigieux est désormais très recherché des collectionneurs. Il a également servi de modèle à la conception du Petit Larousse Illustré qui résume en un volume ce que le Nouveau Larousse illustré développait considérablement dans ses sept volumes. Il comprend un 8e volume édité en 1907 (un supplément).

### Autres ouvrages
- Traité complet d'analyse grammaticale, 1850,
- Jardin des racines grecques, 1858,
- Jardin des racines latines, 1860,
- Flore latine des dames et des gens du monde, ou clef des citations latines que l'on rencontre fréquemment dans les ouvrages des écrivains français, avec une préface de M. J. Janin, Larousse et Boyer, 1861,
- Fleurs historiques des dames et des gens du monde, clef des allusions aux faits et aux mots célèbres que l'on rencontre fréquemment dans les ouvrages des écrivains français, Administration du Grand Dictionnaire, 1862,
- Nouveau dictionnaire, illustré
- Dictionnaire complet, illustré
- L'École normale, journal d'éducation et d'instruction, collection complète formant treize volumes qui peuvent être considérés comme la bibliothèque de l'enseignement pratique dans l'école et dans la famille,
- Méthode lexicologique de lecture, avec 31 vignettes caractéristiques,
- Petite encyclopédie du jeune âge,
- Petite grammaire lexicologique du premier âge,
- La Lexicologie des écoles, cours complet de langue française et de style divisé en trois années :
  - Première année : Grammaire élémentaire lexicologique,
  - Deuxième année : Grammaire complète, syntaxique et littéraire,
  - Troisième année : Grammaire supérieure,
- Exercices d'orthographe et de syntaxe,
- Le Livre des permutations,
- Dictées sur l'Histoire de France,
- Traité complet d'analyse et de synthèse logiques,
- ABC du style et de la composition,
- Miettes lexicologiques,
- Cours lexicologique de style,
- Art d'écrire,
- Nouveau Traité de versification française,
- Grammaire littéraire,
- Petite Flore latine,
- La Femme sous tous ses aspects,
- Monographie du chien,
- Les Jeudis de l'institutrice, avec Alfred Deberle (d),
- Trésor poétique, avec Boyer,
- Félix Clément et Pierre Larousse, Dictionnaire des opéras : Dictionnaire lyrique, Paris, Administration du grand dictionnaire universel, 1881 (lire en ligne), lire en ligne sur Gallica, contenant l'analyse et la nomenclature de tous les Opéras et Opéras-comiques représentés en France et à l'étranger, depuis l'origine de ce genre d'ouvrages jusqu'à nos jours, avec Félix Clément.